# Spy vs. Spy
Spy vs. Spy (letteralmente "Spia contro spia") è un fumetto statunitense, senza parole e in bianco e nero, pubblicato sulla rivista Mad Magazine a partire dal 1961, ideato dal disegnatore cubano Antonio Prohias. I protagonisti sono appunto due spie che cercano di eliminarsi a vicenda utilizzando armi sofisticate; spesso i duelli mostrano un notevole grado di umorismo.
Dal 1997 il fumetto è disegnato da Peter Kuper.

## Storia della pubblicazione
Antonio Prohias, prolifico fumettista cubano noto per la sua satira politica, emigrò negli Stati Uniti il 1º maggio 1960, tre giorni prima che il governo di Fidel Castro nazionalizzasse l'ultima stampa libera cubana. Egli ha cercato lavoro nella sua professione e si recò agli uffici della rivista Mad Magazine a New York. Venne assunto a seguito del successo del prototipo del suo primo fumetto Spy vs. Spy, una satira sulla guerra fredda.
Prohías completò un totale di 241 strisce per la rivista Mad, che ebbero un grande successo, l'ultima che apparve appartenente all'autore originale è nel numero # 269 (marzo 1987), ma apparvero anche in alcune tavole domenicali. Solo una volta l'editore di Mad Wiliam Gaines obbligò l'autore a censurare una delle sue strisce (rivista numero #84 del gennaio 1964) perché si vedono le spie bere alcolici e fumare (Gaines aveva una forte presa di posizione contro il fumo).
Prohías alla fine si ritirò per motivi di salute, e morì all'età di 77 anni il 24 febbraio 1998 a causa del cancro, ma le strisce continuarono, da parte di Peter Kuper.

## Personaggi
Il fumetto presenta sempre due spie completamente identiche, fatta eccezione per il fatto che uno è sempre vestito di bianco, e l'altro di nero. La coppia è costantemente in guerra, utilizzando una varietà di trappole per danneggiarsi a vicenda. La vittoria delle spie è alternata in tutte le strisce.
Nel 1962, nella rivista numero #73 di Mad Magazine, la striscia è stata ribattezzata Spy vs Spy vs Spy, in quanto ha fatto debutto una terza spia, ovvero una donna vestita di grigio. La "spia Grigia" è apparsa solo di recente, ma ha sempre trionfato, con l'infatuazione delle spie in bianco e nero a suo vantaggio.
Prohías ha dichiarato: "La spia femmina ha rappresentato la neutralità. Lei avrebbe deciso per la spia bianca e quella in nero, e ha anche aggiunto un po' di equilibrio e varietà alla base della "formula" del fumetto".
L'ultima apparizione della spia grigia è stata nella rivista numero #99 (dicembre 1995).

## Altri media

### Serie animata

Le due spie nel loro primo cartone animato

La striscia a fumetti fu trasformata successivamente in una serie di cartoni animati omonimi, trasmessi in Italia nel corso del 2001 all'interno del rinato programma Candid Camera. Nel 2011 le spie sono poi apparse nella serie animata Mad di Cartoon Network, ancora inedita in Italia.

### Videogiochi
I protagonisti della striscia sono apparsi anche in una serie di videogiochi:
- Spy vs. Spy (1984) per Amiga, Amstrad CPC, Apple II, Atari 8-bit, Atari ST, BBC Micro, Commodore 16, Commodore 64, Electron, Game Boy Color, iOS, NEC PC-8801, NES, Sega Master System, Sharp X1, ZX Spectrum
- Spy vs. Spy: The Island Caper (1985) per Amiga, Amstrad CPC, Apple II, Atari 8-bit, Atari ST, Commodore 64, MSX, NES, ZX Spectrum
- Spy vs. Spy: Arctic Antics (1987) per Amiga, Amstrad CPC, Apple II, Atari 8-bit, Atari ST, Commodore 64, DOS, ZX Spectrum
- Mad Magazine's Spy vs. Spy: Operation Boobytrap (1992) per Game Boy
- Spy vs. Spy (2005) per Xbox e PlayStation 2

### Altro
Tra gli svariati oggetti di merchandising raffiguranti le due celebri spie si contano gadget come figurine, magliette, action figure, staction figure e peluche, oltre ad un omonimo gioco da tavolo pubblicato dalla Milton Bradley Company.
Le due spie sono protagoniste di alcune pubblicità della bevanda Mountain Dew del 2004, in cui fanno continuamente guerra per ottenerla.
Spy vs. Spy è anche il nome di un album di John Zorn, di una canzone del chitarrista John Scofield, e di una band australiana ska.